# Madrigal de la Vera (kommunhuvudort)
Madrigal de la Vera är en kommunhuvudort i Spanien.   Den ligger i provinsen Provincia de Cáceres och regionen Extremadura, i den centrala delen av landet, 140 km väster om huvudstaden Madrid. Madrigal de la Vera ligger 392 meter över havet och antalet invånare är 1 722.
Terrängen runt Madrigal de la Vera är varierad.Runt Madrigal de la Vera är det glesbefolkat, med 10 invånare per kvadratkilometer. Närmaste större samhälle är Candeleda, 10,9 km öster om Madrigal de la Vera. Trakten runt Madrigal de la Vera består till största delen av jordbruksmark.